# Associação Brasileira de Cinematografia
A Associação Brasileira de Cinematografia (ABC) é uma entidade de classe que reúne profissionais de cinema brasileiros.
Foi fundada em 2 de janeiro de 2000, com o objetivo de incentivar a troca de informações entre diretores de fotografia, sonoplastas, montadores, diretores de arte e outros técnicos da indústria audiovisual
Desde 2002, a organização promove, anualmente, a Semana ABC, um ciclo de palestras e debates sobre a atividade cinematográfica.
A associação também organiza mostras de filmes, publica estudos e, desde 2001, oferece o Prêmio ABC de Cinematografia, oferecido nas categorias Direção de Fotografia, Direção de Arte, Som e Montagem, além de categorias especiais para curtas, programas de TV e publicidade, entre outras. Os prêmios são entregues no encerramento da Semana ABC.